# 阿普舒佩站
阿普舒佩站是图库姆斯–叶尔加瓦铁路线上的一个火车站。车站建于1920年，最早的名称是埃尔泽柳站，1921年更改为现名。在1919年的拉脱维亚独立战争时期，这里曾发生了几次惨烈的战斗。